# Seifertit
Seifertit là một loại khoáng vật silicat có công thức hóa học SiO2 và là một dạng đồng hình chặt của thạch anh. Nó chỉ được tìm thấy trong Martian và thiên thạch lunar ở đây nó được cho rằng đã hình thành từ tridymit hoặc cristobalit – các đồng hình khác của thạch anh – do kết quả của nhiệt trong quá trình tái nhận khí quyển và ảnh hưởng đến Trái Đất ở áp suất thấp nhất là 35 GPa. Nó cũng có thể được tạo ra trong phòng thí nghiệm bằng cách nén cristobalit trong một tế bào khuôn kim cương ở 40 GPa. Khoáng vật được đặt theo tên Friedrich Seifert (sinh năm 1941), người sáng lập nên Bayerisches Geoinstitut ở Đại học Bayreuth, Đức, và được công nhận chính thức bởi hiệp hội khoáng vật học Quốc tế.

## Xem the6m
- Coesit
- Stishovit

## Tham kha3o
1. ↑  Seifertite at Webmineral
2. ↑  Seifertite at Mindat
3. 1 2  Goresy, Ahmed El; Dera, Przemyslaw; Sharp, Thomas G.; và đồng nghiệp (2008). "Seifertite, a dense orthorhombic polymorph of silica from the Martian meteorites Shergotty and Zagami". European Journal of Mineralogy. Quyển 20 số 4. tr. 523. doi:10.1127/0935-1221/2008/0020-1812. First page preview
4. 1 2  Dera P, Prewitt C T, Boctor N Z, Hemley R J (2002). "Characterization of a high-pressure phase of silica from the Martian meteorite Shergotty". American Mineralogist. Quyển 87. tr. 1018.{{Chú thích tạp chí}}:  Quản lý CS1: nhiều tên: danh sách tác giả (liên kết)
5. ↑  H. Chennaoui Aoudjehane and A. Jambon (2008). "First evidence of high-pressure silica: stishovite and seifertite in lunar meteorite Northwest Africa 4734". Meteoritics & Planetary Science. Quyển 43 số 7, Supplement. tr. A32.[liên kết hỏng]
6. ↑  The official IMA-CNMNC List of Mineral Names Lưu trữ ngày 28 tháng 2 năm 2011 tại Wayback Machine, International Mineralogical Association
7. ↑  Seifertite: A new natural very dense post-stishovite polymorph of silica, University of Bayreuth